# Penstemon eximius
Penstemon eximius là một loài thực vật có hoa trong họ Mã đề. Loài này được Keck mô tả khoa học đầu tiên năm 1937.